# 한 경시제
한 경시제 유현(漢 更始帝 劉玄, ? ~ 25년 10월) 또는 갱시제는 중국 현한의 황제로, 자는 성공(聖公)이며 형주 남양군 채양현 사람이다. 전한 경제의 6대손이자 후한 광무제의 족형이다. 녹림군에서 추대된 황제로, 신나라 멸망 후 정권을 잡았으나 실정으로 인해 적미군이 유분자를 황제로 추대하면서 정권이 붕괴돼 제위에서 물러났다. 적미군에게 살해된 후, 적미군까지 몰아내고 전 중국을 통일한 후한 광무제가 회양왕(淮陽王)으로 추증했다.

## 생애
동생이 살해당하자 빈객과 함께 그 원수를 갚으려 했는데, 빈객이 법을 어기는 바람에 관리를 피해 평림(平林)에 숨었다. 관리가 아버지 유자장을 잡아가자, 죽은 척 하고 상여를 조상들의 봉국인 용릉으로 보냈다. 관리가 아버지를 풀어주자 달아나 숨었다.
22년에 녹림군의 농민반란이 발생했다. 원래의 녹림군과는 별도로 진목(陳牧)과 요담(廖湛)이 평림병(平林兵)을 일으켜 새로 녹림군에 가담하자, 이 평림병에 합류해 안집연(安集掾)을 맡았다.
23년 정월, 녹림군의 네 분파인 용릉병·하강병·신시병·평림병이 모두 합하여 신나라의 전수대부 진부와 전수속정 양구사를 살해한 후 경시장군(更始將軍)이 되었다.
이 무렵 녹림군의 세력이 많아졌으나 장군들이 많아서 지휘가 중구난방이었기 때문에 제장들은 전한의 종실들 중에서 황제를 추대하기로 했다. 유현은 신시병과 평림병의 지지를 받았고, 그에 대항해 남양군의 사대부들과 하강병의 지도자 왕상은 용릉병의 지도자 유연을 지지했다. 그런데 하강병의 다른 지도자 장앙이 평림·신시병 편에 서니 내분을 꺼린 유연이 물러나 유현이 이해 2월에 황제로 즉위하고, 한나라를 재건하고 연호를 경시로 개원하였다. 족부 유량(劉良)은 국삼로(國三老)에, 녹림군의 두 창시자인 왕광과 왕봉은 각각 정국상공(定國上公)과 성국상공(成國上公)에, 주유는 대사마에, 황제 경쟁자였던 유연은 대사도에, 평림병의 지도자인 진목(陳牧)은 대사공에 임명하고, 나머지 녹림군의 지도자들은 구경과 장군으로 임명했다. 5월에 유연이 완성을 함락해, 6월, 남양군 완성에 입성해 이곳을 수도로 삼고, 종실들과 장군들을 열후로 임명했다.
유연의 위명이 높아지자 이를 질시해 유연을 주살하고 광록훈 유사를 대신 대사도로 삼았다.
왕망이 태사 왕광과 국장(國將) 애장(哀章)에게 낙양을 지키게 하자, 정국상공 왕광에게 낙양을 치게 하고 서병대장군(西屛大將軍) 신도건(申屠建)과 승상사직 이송(李松)에게는 무관(武關)을 치게 했다. 이에 삼보가 모두 진동했고, 각지에서는 신나라의 주목과 태수들을 죽이고 스스로 장군이라 일컬으며 한나라의 연호를 사용했다.
9월, 장안에서 난리가 나 왕망이 살해됐다. 왕망을 죽인 공빈취(公賓就)가 그 머리와 인수를 완으로 보내니, 왕망의 머리를 완성 저자에 효수했다. 이달에 낙양이 함락돼 신나라의 왕광과 애장을 사로잡아 보내니, 모두 참수했다. 10월에는 분위대장군(奮威大將軍) 유신이 여남군에서 황제를 자칭한 유망과 그의 대사마 장우와 승상 진무를 죽였다. 낙양으로 천도했다.
24년 2월, 장안으로 천도하였다. 왕망이 패망했을 때 미앙궁만 불탔고 나머지 궁궐과 건물은 남아 있어, 궁녀와 기타 궁실의 물건들을 고치지 않고 옛 것을 그대로 썼다.
이송과 조맹이 공신들을 왕으로 봉할 것을 상주하자, 주유가 전한 고제의 명령대로 유씨가 아니면 왕이 될 수 없다고 반대했다. 경시제는 먼저 종실 중 태상장군(太常將軍) 유지를 정도왕(定陶王)에, 유사를 완왕(宛王)에, 유경(劉慶)을 연왕(燕王)에, 유흡을 원씨왕(元氏王)에, 대장군 유가를 한중왕에, 유신을 여음왕(汝陰王)에 봉했고, 나중에 이성제후왕을 세우니 왕광은 비양왕(比陽王)에, 왕봉은 의성왕(宜城王)에, 주유는 교동왕(膠東王)에, 위위대장군(衛尉大將軍) 장앙(張卬)은 회양왕(淮陽王)에, 정위대장군(廷尉大將軍) 왕상은 등왕(鄧王)에, 집금오대장군(執金吾大將軍) 요담은 양왕(穰王)에, 신도건은 평씨왕(平氏王)에, 상서 호은(胡殷)은 수왕(隨王)에, 주천대장군(桂天大將軍) 이통은 서평왕(西平王)에, 오위중랑장(五威中郞將) 이일(李軼)은 무음왕(舞陰王)에, 수형대장군(水衡大將軍) 성단(成丹)은 양읍왕(襄邑王)에, 대사공 진목은 음평왕(陰平王)에, 표기대장군(驃騎大將軍) 송조(宋佻)는 영음왕(潁陰王)에, 윤존은 언왕(郾王)에 봉했다. 주유만이 유씨가 아니면 왕이 될 수 없음은 감히 바꿀 수 없다 해 끝까지 사양하고 받지 않았다. 그리고 주유는 좌대사마, 유사는 전대사마로 옮기고, 이송을 승상, 조맹을 우대사마로 옮겼다.
경시제는 성격이 유약하여 황제가 된 후 궁정생활에 빠져 정사를 돌보지 않고 모두 장인인 조맹(趙萌, 경시제는 조맹의 딸을 조황후로 처로 삼음)에게 위탁하고 전권을 방임하였다. 조맹이 방종한다고 아뢰는 신하를 친히 베어 죽였고, 그 뒤로는 감히 간하는 자가 없었다. 이일·주유는 산동에서, 왕광·장앙은 삼보에서 전횡을 부렸다. 궁중에서 시중드는 소년이나 요리사들이 관작을 많이 받아, 장안에서는 “부뚜막에서 불 때면 중랑장, 양의 위를 구우면 기도위, 양의 머리를 구우면 관내후”라는 풍자가 돌아다녔다. 관중에서는 민심이 떠났고, 사방에서 원망과 반란이 일어났다. 그리고 각지의 장수들이 제멋대로 주목과 태수를 임명하는데 서로 중복되고 꼬여서 사람들이 대체 누구를 따라야 하는지 알지 못했다.
12월, 적미군(赤眉軍)이 드디어 관문을 넘어오기 시작했다.
25년 봄, 정월에 방망(方望)과 안릉(安陵, 섬서성 咸陽縣의 동쪽) 사람 궁림(弓林)이 함께 전한의 황태자였던 정안공(定安公) 유영을 황제로 옹립하고 무리 수천 명을 모아 임경(臨涇, 감숙성 鎭元縣)에 머무르자, 승상 이송 등으로 하여금 이를 격파하고 정안공을 비롯하여 그와 관련된 모든 사람의 목을 베게 하였다.
3월, 이송과 주유가 적미군과 홍농군 모향(蓩鄕)에서 싸워 졌다. 왕광과 장앙은 하동을 지키다가 등우에게 패배해 장안으로 왔다. 장앙·신도건·요담 등은 함께 장안에서는 더 버틸 수 없다고 판단하고, 장안 주변을 약탈하고 동쪽으로 가서 완왕 등과 합류하고, 잘 안 되면 그냥 예전처럼 도둑질이나 하자고 결의했다. 경시제는 이를 거부하고, 왕광·진목·성단·조맹을 경조윤 신풍현에, 이송은 신풍현의 홍문정(鴻門亭)에 있는 추성(掫城)에 주둔해 적미에 대항하게 했다. 장앙·요담·호은(胡殷)·신도건 등은 어사대부 외효와 모의하고 함께 경시제를 협박하기로 모의했으나, 시중 유능경(劉能卿)을 통해 이를 알아채 칭탈하고 장앙 등을 불러들여 죽이고자 했다. 외효가 오지 않자, 의심스러워 장앙 등 네 명을 밖에서 기다리게 했다. 장앙·요담·호은은 변이 생겼구나 싶어서 달아났고, 신도건만 홀로 들어와 베었다. 장앙·요담·호은이 군사를 일으켜 장안을 약탈하고 공격해 오니, 대패하고 다음날 아침 처자와 백여 거기와 함께 조맹이 있는 신풍으로 달아났다.
이제는 왕광과 진목, 성단 등도 장앙과 공모한 것으로 의심해 그들을 불러들여 먼저 온 진목과 성단을 곧장 베었다. 왕광은 이를 알고 두려워 장안으로 가 장앙에게 합류했다. 이송이 경시제 편을 들어 오니, 이송·조맹이 장안성으로 들어가 왕광·장앙 등과 한 달 여를 싸웠으나 졌다. 장신궁(長信宮)으로 옮겼다.
적미군이 고릉까지 나아오자 왕광·장앙 등은 적미군에게 항복했고, 그들은 함께 성을 공격했다. 이송에게 출전하게 했으나 져서 2천여 명이 죽었고 이송도 생포됐다. 이송의 동생 이범(李汎)이 성문교위를 맡고 있었는데, 적미가 형을 살려주는 조건으로 이범에게 성문을 열게 했다. 9월, 적미군이 성에 들어오니 유현은 홀로 달아났다. 시중 유공이 걸어서 고릉으로와 함께했다. 경시제를 놓쳐서 적미에게 주살될까 두려워해 성 바깥을 경비하던 우보도위 엄본(嚴本)에게 들켜 갇혔다. 적미군은 20일의 말미를 주며 그 안에 항복하면 장사왕(長沙王)으로 삼겠다고 했다. 유공을 보내서 항복을 청했고 적미는 장군 사록(謝祿)에게 항복을 받게 했다. 
25년 10월, 사록을 따라 나와 웃옷을 벗어(육단) 장락궁에 이르러 옥새와 인수를 적미의 황제 유분자에게 바쳤다. 적미는 경시제를 억류하고 죽이려 하니, 유공과 사록이 살려줄 것을 청했으나 듣지 않자 경시제를 풀어주고 함께 칼로 자결하려 했다. 번숭이 이들을 말리고 경시제를 사면해 외위후(畏威侯)에 추증했다가, 나중에는 약속대로 장사왕에 봉했다. 이후 경시제는 항상 사록과 유공에게 의지했다.
적미가 삼보를 약탈하여 백성들의 마음이 경시제에게 향하자, 장앙의 부추김을 받은 사록에게 교살됐다. 유공은 밤중에 경시제의 시신을 거두어 숨겼다.
후한 광무제가 즉위 후에 회양왕(淮陽王)으로 추증하고 지금의 산시 장안현 동쪽 패릉(霸陵)에 장사지냈다.

## 가계
- 할아버지 : 창오태수 유리(劉利), 경제의 증손
- 아버지 : 유자장(劉子張), 경제의 현손
- 어머니 : 하씨(何氏)

- 아내 : 조황후(趙皇后, 조맹(趙萌)의 딸)
- 첩실
  - 하씨(何氏, 평림군 장수의 딸)
  - 한씨(韓氏, 평림군 장수의 딸) : 술을 좋아했다고 전해진다.

- 아들
  - 유구(劉求) : 양읍후(襄邑侯)로 봉해졌다. 이후, 유현의 제사를 이었다. 뒤에 다시 성양후(成陽侯)에 봉해졌다.
  - 유흠(劉歆) : 곡숙후(谷熟侯)에 봉해졌다.
  - 유리(劉鯉) : 유분자(劉盆子) 때문에 아버지가 죽었다고 원망해, 패왕(沛王) 유보(劉輔)의 총애를 믿고 자신의 집에 머물던 빈객들을 시켜, 유분자의 형이지만 경시제의 마지막 충신이었던 식후(式侯) 유공(劉恭)을 살해함

- 손자
  - 유순(劉巡) : 장남 유구(劉求)의 아들
- 증손
  - 유요(劉姚) : 유순(劉巡)의 아들

## 한 경시제이 등장하는 작품
- 《김수로》(MBC, 2010년~2010년, 배우:김영인)

## 기년
| 경시제      | 원년            | 2년        | 3년        |
| ----------- | --------------- | ---------- | ---------- |
| 서력 (西曆) | 23년            | 24년       | 25년       |
| 간지 (干支) | 계미(癸未)      | 갑신(甲申) | 을유(乙酉) |
| 연호 (年號) | 경시(更始) 원년 | 2년        | 3년        |

## 출전
범엽: 《후한서》 권11 유현유분자전 중 유현

## 둘러보기
| 전임 왕망 | 중국의 황제 23년 - 25년 | 후임 후한 광무제 유분자(적미군 추대) |

| 전임 - | 후한의 회양왕 (추존) | 후임 (사실상) 유연 |